# Hangersmühle

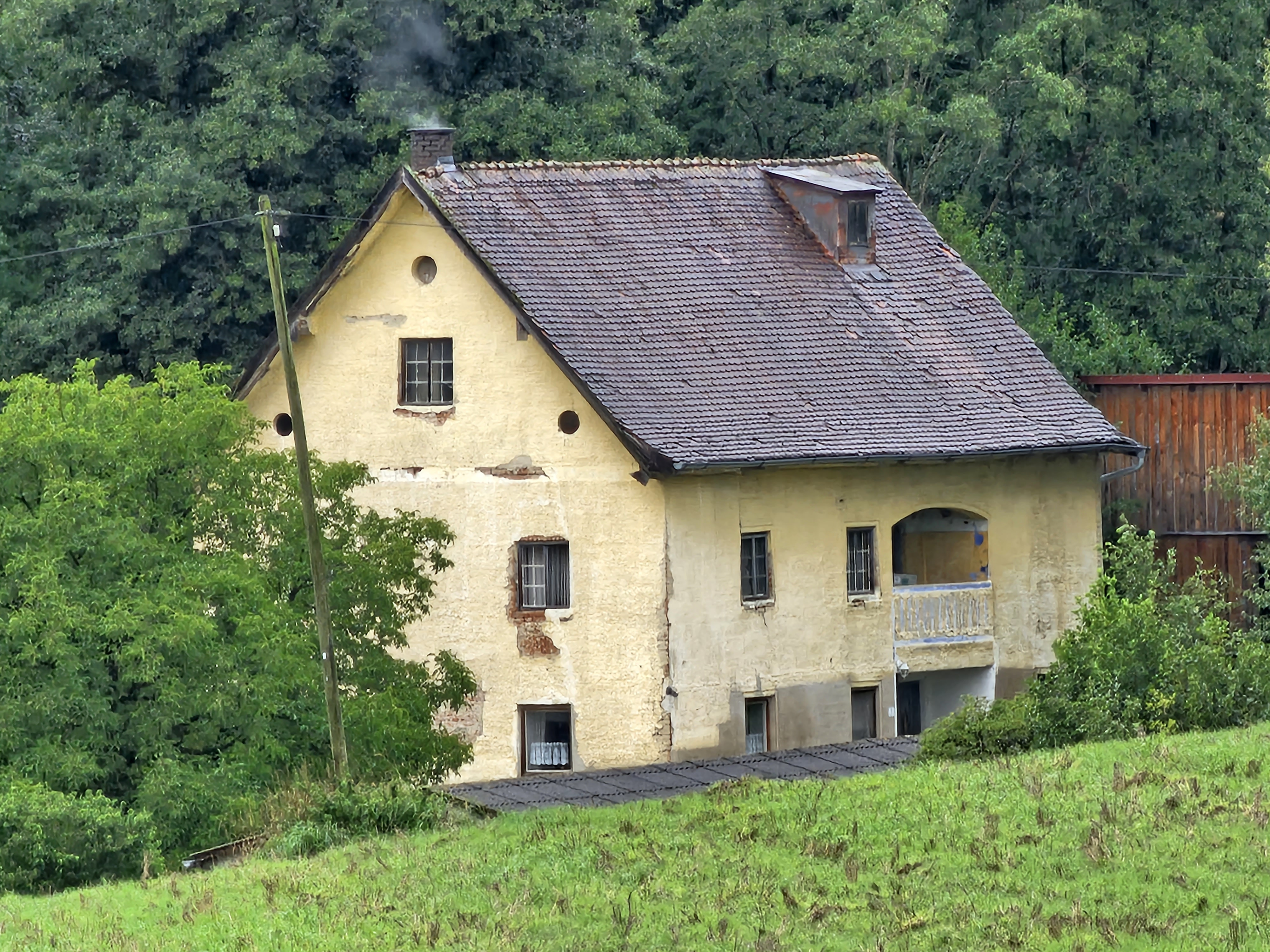
Hangersmühle

Die Hangersmühle ist ein Gemeindeteil der Gemeinde Wurmsham niederbayerischen Landkreis Landshut.

## Lage
Die Einöde Hangersmühle liegt in der Gemarkung Pauluszell etwa 3,4 Kilometer südwestlich von Wurmsham und sechs Kilometer südöstlich von Velden zwischen dem Kiepfer Bach und dem Klapfer Bach.

## Bevölkerungsentwicklung
Um 1871 gab es in Hangersmühle sechs Einwohner. Im Mai 1987 lebten dort acht Einwohner in einem Wohngebäude.
| Jahr      | 1871 | 1925 | 1950 | 1970 | 1987 |
| Einwohner | 6    | 4    | 5    | 7    | 8    |